# Hylarana chitwanensis
Hylarana chitwanensis är en groddjursart som först beskrevs av Das 1998.  Hylarana chitwanensis ingår i släktet Hylarana och familjen egentliga grodor. IUCN kategoriserar arten globalt som nära hotad. Inga underarter finns listade i Catalogue of Life.